# 小行星9064
小行星9064（英語：9064 Johndavies）是一颗围绕太阳公转的小行星。1993年1月21日，太空监视在基特峰发现了此天体。
这颗小行星的绝对星等为108.5712130416516等。